# Halicyclops oryzanus
Halicyclops oryzanus is een eenoogkreeftjessoort uit de familie van de Halicyclopidae. De wetenschappelijke naam van de soort is voor het eerst geldig gepubliceerd in 1988 door Defaye & Dussart.